# Лантей (Кальвадос)
Ланте́й (фр. Lantheuil) — колишній муніципалітет у Франції, у регіоні Нормандія, департамент Кальвадос. Населення — 652 осіб (2011).
Муніципалітет був розташований на відстані близько 220 км на захід від Парижа, 15 км на північний захід від Кана.

## Історія
До 2015 року муніципалітет перебував у складі регіону Нижня Нормандія. Від 1 січня 2016 року належав до нового об'єднаного регіону Нормандія.
1-1-2017 Лантей, Амблі i Тьєрсевіль було об'єднано в новий муніципалітет Пон-сюр-Сель.

## Демографія
Динаміка населення (Insee ):
Розподіл населення за віком та статтю (2006):
| Стать | Всього | До 15 років | 15-24 | 25-44 | 45-64 | 65-85 | Понад 85 |
| --- | ------ | ----------- | ----- | ----- | ----- | ----- | -------- |
| Чоловіки | 323    | 78          | 24    | 97    | 97    | 27    | 0        |
| Жінки | 332    | 70          | 39    | 102   | 93    | 28    | 0        |
| \| Статево-вікова піраміда \| Статево-вікова піраміда \| Статево-вікова піраміда \| \| ----------------------- \| ----------------------- \| ----------------------- \| \| Чоловіки \| Вік \| Жінки \| \| 0 \| 85 + \| 0 \| \| 0 \| 80-84 \| 0 \| \| 4 \| 75-79 \| 4 \| \| 0 \| 70-74 \| 8 \| \| 23 \| 65-69 \| 16 \| \| 23 \| 60-64 \| 12 \| \| 31 \| 55-59 \| 27 \| \| 20 \| 50-54 \| 31 \| \| 23 \| 45-49 \| 23 \| \| 23 \| 40-44 \| 8 \| \| 23 \| 35-39 \| 43 \| \| 35 \| 30-34 \| 35 \| \| 16 \| 25-29 \| 16 \| \| 12 \| 20-24 \| 8 \| \| 12 \| 15-20 \| 31 \| \| 16 \| 10-14 \| 12 \| \| 31 \| 5-9 \| 31 \| \| 31 \| 0-4 \| 27 \| |        |             |       |       |       |       |          |
| Статево-вікова піраміда |        |             |       |       |       |       |          |
| Чоловіки | Вік    | Жінки       |       |       |       |       |          |
| 0 | 85 +   | 0           |       |       |       |       |          |
| 0 | 80-84  | 0           |       |       |       |       |          |
| 4 | 75-79  | 4           |       |       |       |       |          |
| 0 | 70-74  | 8           |       |       |       |       |          |
| 23 | 65-69  | 16          |       |       |       |       |          |
| 23 | 60-64  | 12          |       |       |       |       |          |
| 31 | 55-59  | 27          |       |       |       |       |          |
| 20 | 50-54  | 31          |       |       |       |       |          |
| 23 | 45-49  | 23          |       |       |       |       |          |
| 23 | 40-44  | 8           |       |       |       |       |          |
| 23 | 35-39  | 43          |       |       |       |       |          |
| 35 | 30-34  | 35          |       |       |       |       |          |
| 16 | 25-29  | 16          |       |       |       |       |          |
| 12 | 20-24  | 8           |       |       |       |       |          |
| 12 | 15-20  | 31          |       |       |       |       |          |
| 16 | 10-14  | 12          |       |       |       |       |          |
| 31 | 5-9    | 31          |       |       |       |       |          |
| 31 | 0-4    | 27          |       |       |       |       |          |

## Економіка
2010 року серед 452 осіб працездатного віку (15—64 років) 340 були активними, 112 — неактивними (показник активності 75,2%, у 1999 році було 69,7%). З 340 активних мешканців працювало 317 осіб (163 чоловіки та 154 жінки), безробітними було 23 (10 чоловіків та 13 жінок). Серед 112 неактивних 36 осіб було учнями чи студентами, 49 — пенсіонерами, 27 були неактивними з інших причин.

У 2010 році в муніципалітеті числилось 235 оподаткованих домогосподарств, у яких проживали 657,0 особи, медіана доходів виносила 22 552 євро на одного особоспоживача